# Luke Cage (série télévisée)
Pour le personnage de comics, voir Luke Cage.
Jessica Jones Agents of SHIELD : Vendetta
Marvel's Luke Cage, ou simplement Luke Cage est une série télévisée américaine créée par Cheo Hodari Coker et diffusée depuis le 30 septembre 2016 sur Netflix.
Elle met en scène le personnage Luke Cage de Marvel Comics qui est interprété par l'acteur Mike Colter. La série est produite par Marvel Television et ABC Studios.
Elle fait partie, avec Daredevil, Jessica Jones et Iron Fist, des quatre séries de l'univers cinématographique Marvel réunies en 2017 dans la mini-série The Defenders, toujours sur Netflix. En 2022, l'annonce d'un soft-reboot de Daredevil confirme la série et ses dérivés dans la chronologie officielle de l'univers cinématographique Marvel.
Cette série est diffusée sur Netflix dans tous les pays francophones depuis le 30 septembre 2016.
Elle est officiellement annulée par Netflix en octobre, quelques jours après Iron Fist, les deux séries étant à leur saison 2.
En France, Luke Cage est supprimée de la plateforme Netflix le 28 février 2022, après l’acquisition des droits de la série par Disney. La série est de nouveau disponible au streaming légal sur la plateforme Disney+ à partir du 29 juin 2022.

## Synopsis
À la suite d'une expérience qui lui a donné une force surhumaine et une peau indestructible, Luke Cage (né Carl Lucas) s'est réfugié à Harlem où il multiplie les petits boulots. Quand une nouvelle guerre de gangs se prépare, il va devoir choisir d'utiliser ou non ses pouvoirs pour combattre le crime et protéger son quartier.

## Distribution

### Acteurs principaux
- Mike Colter (VF : Daniel Njo Lobé) : Carl Lucas / Luke Cage[5]
- Simone Missick (VF : Laurence Charpentier) : Mercedes « Misty » Knight[6]
- Theo Rossi (VF : David Mandineau) : Hernan « Shades » Alvarez (en)[7]
- Alfre Woodard (VF : Maïk Darah) : Mariah Dillard (en)[8]
- Mustafa Shakir (en) (VF : Eilias Changuel) : John McIver / Bushmaster[9] (saison 2)
- Mahershala Ali (VF : Gilles Morvan) : Cornell Stokes / Cottonmouth[10] (saison 1)
- Erik LaRay Harvey (en) (VF : Antoine Tomé) : Willis Stryker / Diamondback (saison 1)
- Gabrielle Dennis (VF : Véronique Picciotto) : Tilda Johnson (en)[9] (saison 2)

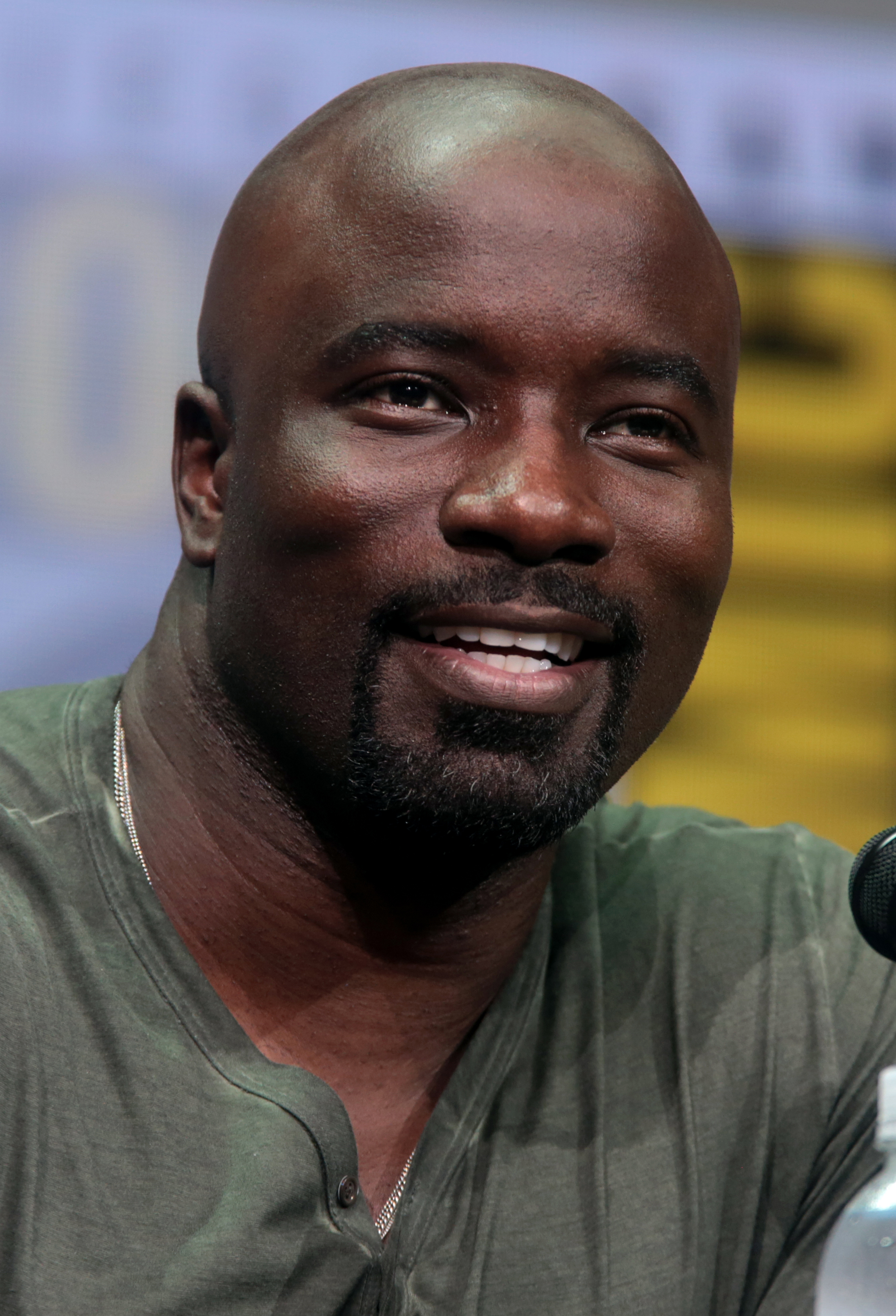
Mike Colter interprète Carl Lucas / Luke Cage
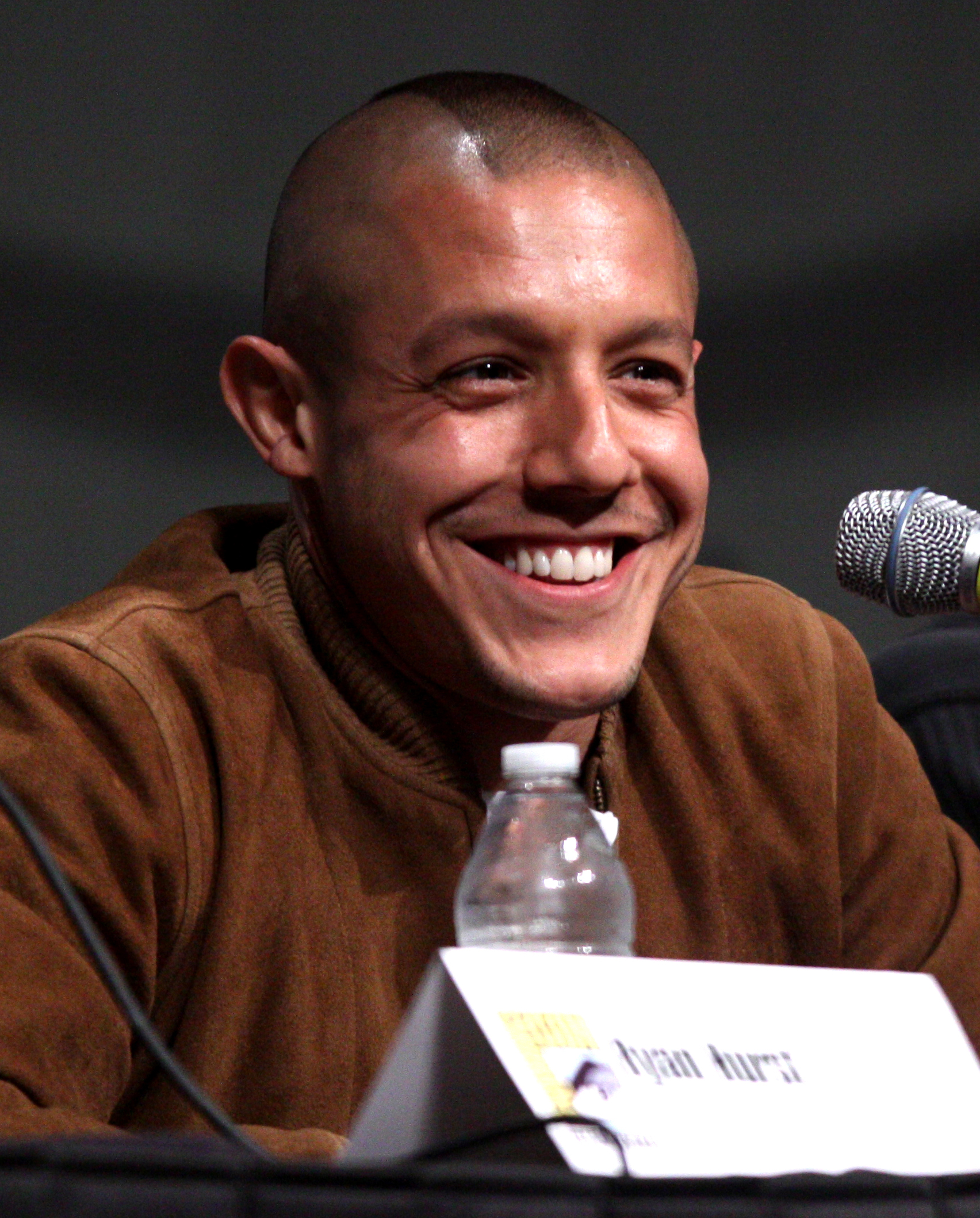
Theo Rossi interprète Hernan « Shades » Alvarez (en)
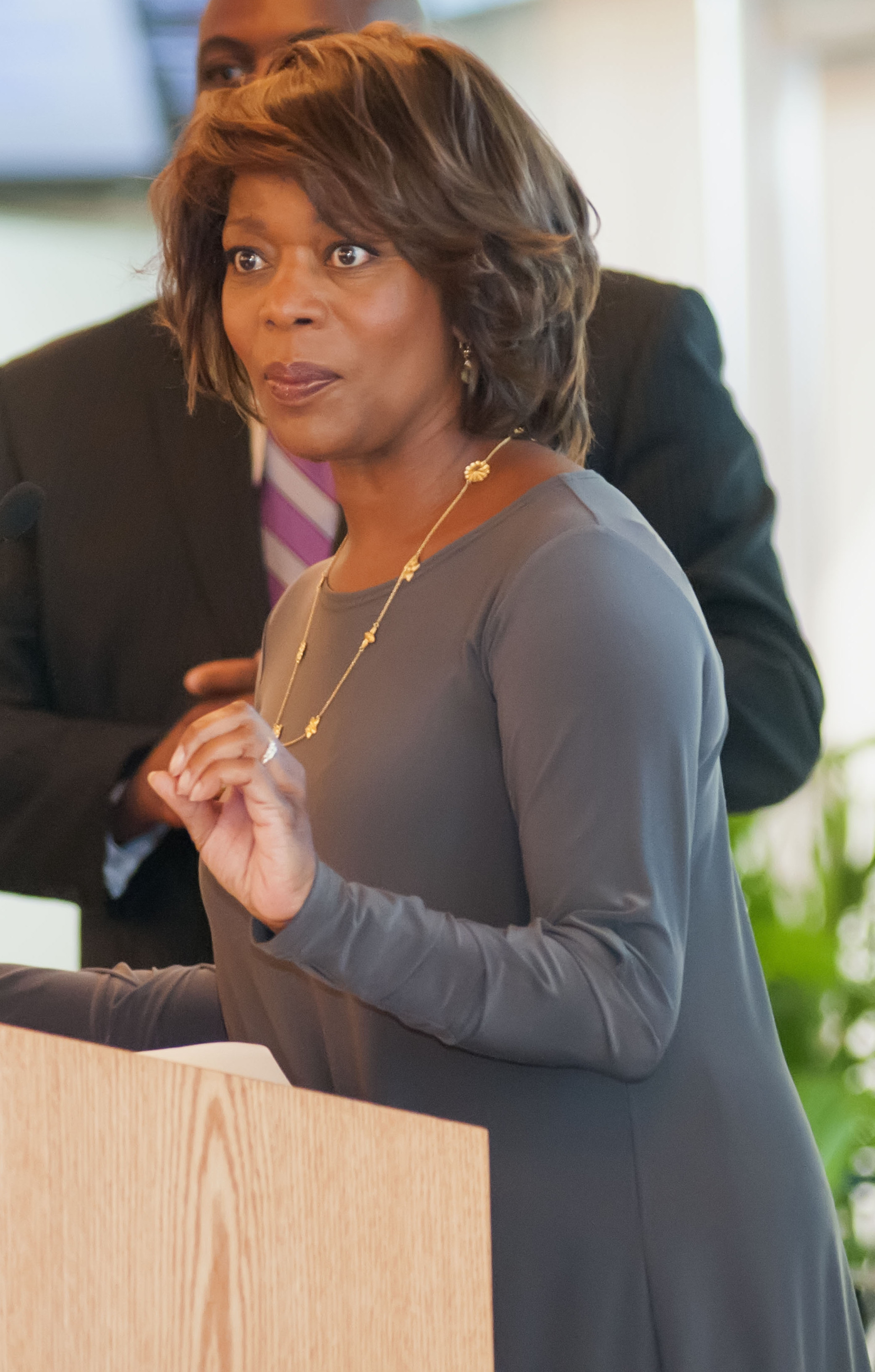
Alfre Woodard interprète Mariah Dillard (en)
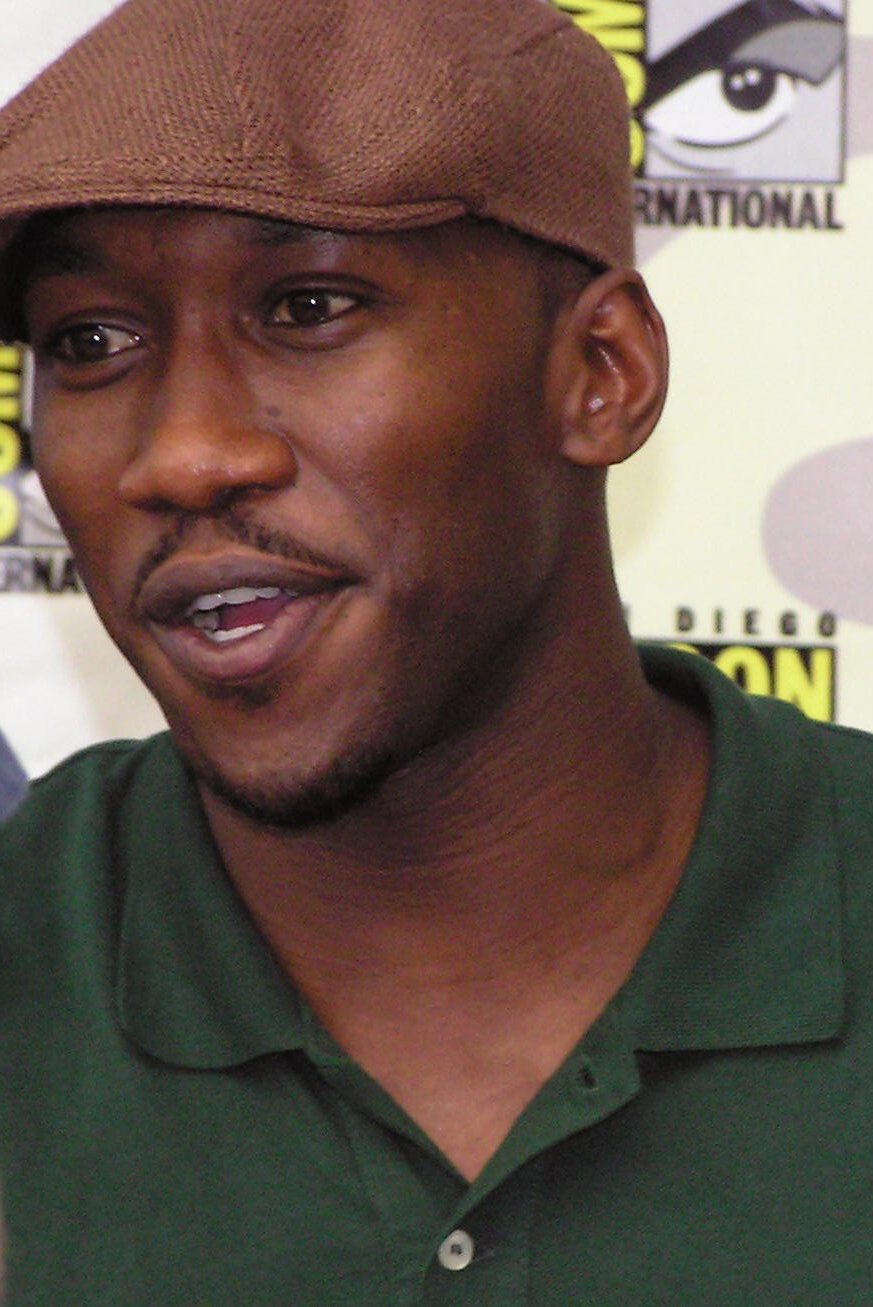
Mahershala Ali interprète Cornell Cottonmouth
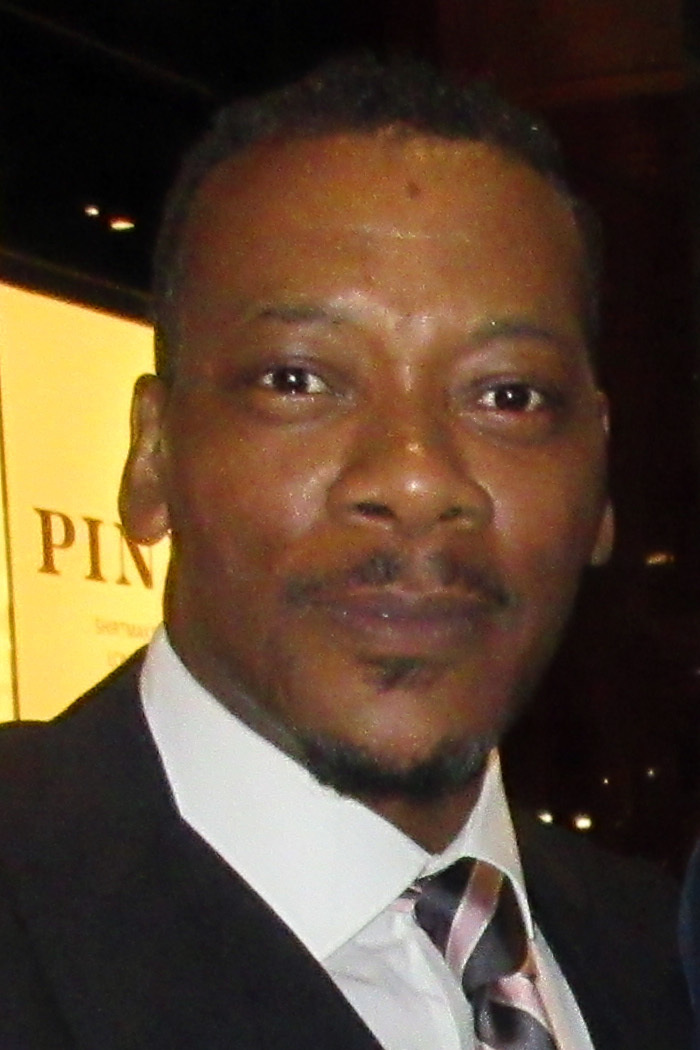
Erik LaRay Harvey (en) interprète Willis Stryker / Diamondback
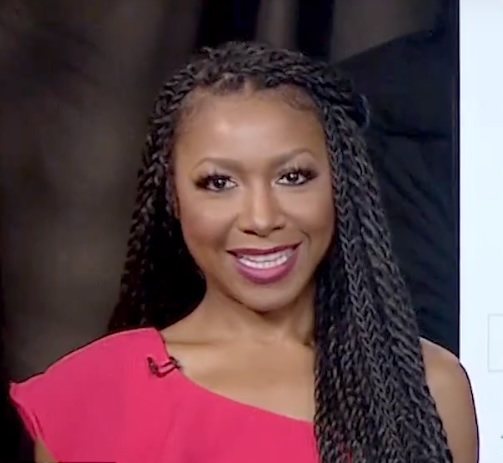
Gabrielle Dennis interprète Tilda Johnson (en)

### Acteurs récurrents
- Frank Whaley (VF : Jean-Philippe Puymartin) : Rafael Scarfe (en)[11] (récurrent saison 1, invité saison 2)
- Ron Cephas Jones (VF : Hubert Drac) : Bobby Fish
- Karen Pittman (en) (VF : Pascale Jacquemont) : Priscilla Ridley
- Jaiden Kaine (VF : Rody Benghezala) : Zip (saison 1)
- Jacob Vargas (VF : Thierry Wermuth) : Domingo Colon (saison 1)
- Deborah Ayorinde (VF : Audrey Pouffer) : Candace Miller (saison 1)
- Michael Kostroff (VF : Daniel Lafourcade) : Dr Noah Burstein (saison 1)
- Tijuana Ricks (VF : Marjorie Frantz) : Thembi Wallace
- John Clarence Stewart (VF : Tristan Petitgirard) : Alex Wesley (saisons 1 et 2)
- Thomas Q. Jones (VF : Sourou Ouadodji) : Darius « Comanche » Jones (en) (saisons 1 et 2)
- Clark Johnson (VF : Jean-François Aupied) : Damon Boone (saison 1)
- Chaz Lamar Shepherd (en) (VF : Serge Faliu) : Raymond « Piranha » Jones (en) (saison 2)
- Antonique Smith (VF : Emmanuelle Rivière) : détective Nandi Tyler (saison 2)
- Reg E. Cathey (VF : Jean-Bernard Guillard) : le révérend Lucas, le père de Luke (saison 2)
- Dorian Missick (en) (VF : Guillaume Orsat) : Dontrell "Cockroach" Hamilton (en) (saison 2)

### Invités
- Frankie Faison (VF : Paul Borne) : Henry « Pop » Hunter (saison 1)
- Sonia Braga (VF : Brigitte Virtudes) : Soledad Temple[12] (saison 1)
- Joniece Abbott Pratt (VF : Elsa Davoine) : Esther « Etta » Lucas, la mère de Luke
- Sonja Sohn (VF : Virginie Emane) : Betty Audrey
- Latanya Richardson : Mama Mabel
- Annabella Sciorra (VF : Marie-Laure Dougnac) : Rosalie Carbone (en) (saison 2, épisodes 12 et 13)
- Dapper Dan : lui-même
- Stephen A. Smith : lui-même (saison 2, épisode 4)

#### Invités venant des autres séries Marvel / Netflix
Daredevil
- Rosario Dawson (VF : Annie Milon) : Claire Temple[7] (saison 1, 8 épisodes et saison 2, 3 épisodes)
- Rob Morgan (VF : Florian Wormser) : Turk Barrett (en)
- Stephen Rider (VF : Jean-Baptiste Anoumon) : Blake Tower (en)
- Danny Johnson (VF : Jean-Paul Pitolin) : Benjamin Donovan (en)
- Elden Henson (VF : Franck Lorrain) : Franklin « Foggy » Nelson

Jessica Jones
- Parisa Fitz-Henley (VF : Dominique Vallée) : Reva Connors (en)
- Rachael Taylor (VF : Hélène Bizot) : Patsy « Trish » Walker (voix)

Iron Fist
- Finn Jones (VF : Patrick Mancini) : Danny Rand / Iron Fist
- Jessica Henwick (VF : Ingrid Donnadieu) : Colleen Wing
- Henry Yuk (VF : Sylvain Clément) : Hai-Qing Yang

#### Artistes musicaux faisant uncaméo
- Raphael Saadiq
- Faith Evans
- Charles Bradley
- Jidenna
- The Delfonics
- Method Man
- Sharon Jones & The Dap-Kings
- KRS-One
- Rakim
- Stephen Marley
- Ghostface Killah
- Esperanza Spalding

#### Version française
- Société de doublage : Deluxe Média Paris
- Direction artistique : Marc Saez
- Adaptation des dialogues : Marc Saez et Jérôme Dalotel

Classé R aux États-Unis. Interdit aux moins de 12 ans en France.
 Source et légende : version française (VF) sur RS Doublage

## Fiche technique
Sauf indication contraire, les informations mentionnées dans cette section peuvent être confirmées par la base de données cinématographiques IMDb,  présente dans la section « Liens externes ».
- Titre original : Marvel's Luke Cage
- Titre français : Luke Cage
- Création : Cheo Hodari Coker d'après les personnages créés par Archie Goodwin et John Romita Sr.
- Show runner : Cheo Hodari Coker
- Réalisation : Paul McGuigan, Phil Abraham, Andy Goddard, Marc Jobst, Clark Johnson, Magnus Martens, Sam Miller, Vincenzo Natali, Guillermo Navarro, Tom Shankland, Stephen Surjik, George Tillman Jr. et Steph Green
- Scénario : Cheo Hodari Coker, Archie Goodwin, Nathan Louis Jackson, Matt Owens, John Romita Sr., Roy Thomas, George Tuska, Akela Cooper, Aïda Mashaka Croal, Jason Horwitch, Charles Murray et Christian Taylor
- Direction artistique : Loren Weeks et Toni Barton
- Décors : Toni Barton et Malchus Janocko
- Costumes : Stephanie Maslansky
- Photographie : Manuel Billeter
- Montage : Jonathan Chibnall, Tirsa Hackshaw et Miklos Wright
- Musique : Ali Shaheed Muhammad et Adrian Younge
- Casting : Laray Mayfield et Julie Schubert
- Production : Gail Barringer, Akela Cooper et Aïda Mashaka Croal
- Coproduction : Ryan DeGard, Tom Lieber et Samantha Thomas
- Producteurs délégués : Dan Buckley, Jim Chory, Cheo Hodari Coker, Alison Engel, Alan Fine (en), Allie Goss, Kris Henigman, Cindy Holland, Stan Lee, Jeph Loeb, Charles Murray, Joe Quesada et Paul McGuigan
- Coproducteurs délégués : Jason Horwitch, Christian Taylor et Karim Zreik
- Sociétés de production : ABC Studios, Disney-ABC Domestic Television, Marvel Television, Marvel Studios, Marvel Entertainment, The Walt Disney Company et Netflix
- Sociétés de distribution : Netflix
- Société d'effets spéciaux : Shade VFX
- Pays d'origine :  États-Unis
- Langue : Anglais
- Format : Couleurs - 1,78:1 - son Dolby Digital
- Genre : drame, policière, science-fiction et super-héros
- Durée : 50–54 minutes
- Version française : 
  - Société de doublage : Deluxe Media Paris
  - Direction artistique : Marc Saez
  - Adaptation des dialogues : Marc Saez et Jérôme Dalotel

 Source et légende : version française (VF) sur RS Doublage

## Production

### Développement
En novembre 2013, la chaîne de vidéo à la demande Netflix annonce que, en partenariat avec Marvel Studios et ABC Studios, ceux-ci vont produire quatre séries télévisées sur les personnages de Daredevil, Jessica Jones, Luke Cage et Iron Fist ainsi que par la suite, une mini-série qui regroupera ces quatre super-héros qui s'intitulera The Defenders. Ainsi Alan Fine (en), le président de Marvel Entertainment déclare que « ce deal est incomparable à tout ce qui s'est fait en termes d'échelle, et renforce notre engagement auprès de la marque Marvel, de faire vivre de bonnes histoires sur toutes les plateformes et avec tous leurs personnages. Netflix propose d'énormes opportunités en matière de storytelling, la spécialité de Marvel. Ce genre de séries épiques offre des possibilités narratives incroyables grâce au système on-demand, et les fans auront la possibilité de choisir à quel moment rentrer dans des aventures que l'on vous promet excitantes et engageantes. » et en avril 2015, Marvel annonce que Cheo Hodari Coker sera le scénariste et le producteur de la série.
Marvel et Disney annoncent, en février 2014, que le tournage de toutes ces séries aura lieu essentiellement à New York, que cela permettrait de créer environ 400 emplois et qu'ils avaient l'intention d'investir 200 millions de dollars de budget sur trois ans pour produire celles-ci, ce qui représente le plus gros tournage new-yorkais aussi bien pour le cinéma que pour la télévision. De même, il est annoncé que Daredevil sera la première série à être tournée et elle sera ainsi suivie par Jessica Jones, Luke Cage et Iron Fist qui auront chacune treize épisodes et la mini-série The Defenders comprendrait elle, quatre à huit épisodes. Il a également été annoncé que la diffusion sur Netflix était prévue pour 2015.
Joe Quesada, des studios Marvel, en fin avril 2014, confirme qu'à l'instar des séries Marvel : Les Agents du SHIELD et Agent Carter ainsi que des films Marvel Studios, les futures séries Netflix se dérouleront également dans l'univers cinématographique Marvel mais que celle-ci auraient leur identité propre et qu'elles pourront être visionnées sans avoir au préalable les autres productions en tête.
Lors du TCA Press Tour en juillet 2015, il est annoncé que Netflix lancera une nouvelle série ou saison Marvel tous les six mois, Jessica Jones serait lancée fin 2015, la seconde saison de Daredevil début 2016, et Luke Cage fin 2016. Il a également été annoncé que la mini-série The Defenders verrait le jour lorsque les quatre personnages principaux (Daredevil, Jessica Jones, Luke Cage et Iron Fist) auraient eu leur propre série.
Le 4 décembre 2016, Netflix annonce qu'une seconde saison est en cours de production. La tournage de la saison 2 commence le 6 juin 2017. Screenrant annonce que la planification de la saison 2 est prévue jusqu'en mars 2018.
Le 19 octobre 2018, quelques jours après l'annonce de l'annulation de Iron Fist, Marvel et Netflix publient un communiqué commun annonçant l'annulation de la série alors qu'une troisième saison avait été commandée et était en cours d'écriture depuis six mois. Selon Deadline, des différends dans l'équipe créative se seraient envenimés en deux jours et poussé Netflix à l'annulation,. Mike Colter reste sous contrat et la possibilité d'un retour du personnage sur la plate-forme de vidéo à la demande développée par Disney n'est alors pas exclue. Cependant, quelques jours plus tard, Mike Colter publie sur son compte Instagram qu'il ne compte pas reprendre le rôle et profiter de sa vie de famille après la naissance de sa deuxième fille.

### Attribution des rôles
Le 22 décembre 2014, Marvel annonce officiellement que l'acteur Mike Colter interprétera le rôle de Luke Cage. Il sera également présent dans la série Jessica Jones où son personnage sera introduit. Mike Colter était en compétition avec les acteurs Lance Gross et Cleo Anthony.
Il est annoncé, le 22 août 2015, que l'actrice Alfre Woodard rejoint la distribution de Luke Cage pour y interpréter le personnage alors appelé Minetta, une femme de pouvoir qui évolue dans le milieu politique local. Le personnage sera finalement renommé Mariah Dillard par rapport au personnage de comics éponyme duquel elle est inspirée (Black Mariah).
Le 3 septembre 2015, Marvel annonce que les acteurs Theo Rossi et Simone Missick ont chacun obtenu un rôle dans la série. Theo Rossi sera Alvarez, un ennemi de Luke Cage qui est impitoyable, menaçant et manipulateur. Simone Missick, quant à elle, jouera le rôle de Misty Knight dont le personnage est inspiré par celui des comics et qui sera une alliée de Luke Cage. Le retour de Rosario Dawson, dans le rôle de l'infirmière de nuit Claire Temple qu'elle tient déjà dans Daredevil et Jessica Jones, est également annoncé.
Le 4 septembre 2015, il est annoncé que le personnage de Cornell "Cottonmouth" Stokes fera partie de la série et que celui-ci sera interprété par Mahershala Ali.
Netflix et Marvel annoncent, le 10 septembre 2015, l'arrivée de l'acteur Frank Whaley dans la série. Il jouera le personnage du détective Rafael Scarfe.
En octobre 2017, des photos dévoilent que Finn Jones reprendra son rôle de Danny Rand / Iron Fist dans la seconde saison.

### Tournage
À la fin du mois de septembre 2015, le site internet Comingsoon publie une série de photos du tournage de la série dans lesquels on peut apercevoir les différents acteurs qui ont rejoint la série et qui permettent également d'affirmer que le tournage a officiellement débuté à New York.
Le 1er février 2016, le tournage de la série semble être encore en cours au vu des nouvelles photos dévoilées.

## Épisodes

### Première saison (2016)
Les titres des épisodes de la première saison sont des titres de chanson du groupe américain Gang Starr.
1. Moment de vérité (Moment of Truth)
2. Un salon de coiffure en guise de refuge (Code of the Streets)
3. La Naissance d'un héros (Who’s Gonna Take the Weight?)
4. Un sombre passé (Step in the Arena)
5. Une partie d’échecs grandeur nature (Just to Get a Rep)
6. Claire passe à l'action ! (Suckas Need Bodyguards)
7. La Famille d'abord (Manifest)
8. Une nouvelle menace (Blowin' Up the Spot)
9. Misty reprend le contrôle (DWYCK)
10. Une dure vérité (Take It Personal)
11. Huis clos au Harlem's Paradise (Now You're Mine)
12. Un jeu d'alliances fragiles (Soliloquy of Chaos)
13. L'Affrontement final (You Know My Steez)

### Deuxième saison (2018)
Le 4 décembre 2016, Netflix annonce qu'une deuxième saison est en cours de production.
Le 6 mars 2018, un premier teaser est mis en ligne, indiquant une date de diffusion des épisodes pour le 22 juin 2018.
Pour cette deuxième saison, les titres des épisodes font référence à des chansons du duo Pete Rock and C.L. Smooth.
1. Frère spirituel #1 (Soul Brother#1)
2. Règlement de comptes (Straighten It Out)
3. Pétage de plombs (Wig Out)
4. Quand j'en viens aux mains (I Get Physical)
5. Sans un rond (All Souled Out)
6. Le Sous-sol (The Basement)
7. Encore et toujours (On and On)
8. Si ce n'est pas rude, ça ne compte pas (If It Ain't Rough, It Ain't Right)
9. Secrets de famille (For Pete's Sake)
10. L'Ingrédient principal (The Main Ingredient)
11. Le Créateur (The Creator)
12. Tu ne peux pas te mesurer à moi (Can't Front On Me)
13. Ils pensent à toi (They Reminisce Over You)

## Insertion dans l'univers cinématographique Marvel
La série Luke Cage s'intègre dans l'univers cinématographique Marvel et fait de discrets mais nombreux renvois aux différents films. Dès l'épisode pilote, un jeune vend des vidéos de « l'Incident », c'est-à-dire la bataille de New York vue dans le film Avengers. Dans le troisième épisode, l'inspecteur Rafael Scarfe fait remarquer qu'il n'a pas de « marteau magique » (référence à Mjöllnir et Thor) et, dans le septième épisode, Luke Cage est appelé le « Captain America » de Harlem. Une référence à l'univers de Civil War apparaît en filigrane lors d'interlocutions radio dans lesquelles les auditeurs de Patsy « Trish » Walker (issue de la série Jessica Jones) précisent que Luke Cage est hors de contrôle et ne répond à aucune autorité.
En outre, la série s'inscrit aussi dans la continuité des précédentes séries Marvel/Netflix puisque le personnage de l'infirmière Claire Temple (interprétée par Rosario Dawson), présente dans Daredevil, Jessica Jones et Iron fist, réapparaît pour seconder le héros. Elle évoque dans une conversation avec sa mère l'attaque par des ninjas de l'hôpital dans lequel elle travaillait, événements relatés dans les épisodes 10 et 11 de la saison 2 de Daredevil. Dans l'épisode 7, Luke mentionne Daredevil comme « Ce chat qui court partout, en castagnant tout le monde. », et dans ce même épisode, Claire confie également à Luke qu'elle a un ami avocat, en référence à Matt Murdock, héros de la série Daredevil. 
Dans le dernier épisode de la saison, Claire prend un contact sur une affiche pour apprendre les arts martiaux, un lien pour la série Iron fist. Dans le dixième épisode, la conclusion de la première saison de Jessica Jones est rappelée : une femme a brisé le cou d'un homme qui contrôlait son esprit. Le Punisher est également mentionné lors de la prise d'otage dans le Harlem's Paradise.

## Accueil

### Accueil critique
Nicolas Robert du journal L'Express trouve que la série est « solidement réalisée (la séquence post-générique de l'épisode 2 est assez bluffante, comme la descente de l'épisode 3), superbement mise en lumière (Manuel Billeter, le directeur de la photographie, confirme le talent qu'il a montré dans Jessica Jones sans se parodier), cette nouvelle série Marvel s'appuie aussi et surtout sur une très belle distribution ». En revanche, Pierre Sérisier du Monde souligne que la série « est un hommage au mouvement de la blaxploitation, à Shaft, mentionné dès le premier épisode mais c’est aussi une tentative de réflexion sur les conditions de vie de la communauté noire face à une intensification des violences » et Pierre Langlais rassure que « grâce à son intensité et à son charisme, à la touche personnelle de la série, à la fois un poil rétro et résolument moderne, Luke Cage permet à Netflix de signer un joli triplé (avec Daredevil et Jessica Jones, NDLR), et de confirmer la réussite de son entreprise superhéroïque », sinon Simon Riaux d'Écran large nous met en garde que « plutôt que de traiter trop frontalement des violences policières ou d’adresser la question du racisme sans la nuancer, Luke Cage aborde ces problématiques en questionnant les notions d’engagement et de vie de la cité (…) mais le format des épisodes (59 minutes et des brouettes) est beaucoup trop long pour le bien du sujet traité. Et quel que soit le soin apporté par les scénaristes à l’ensemble, les aventures musculeuses de Cage soutiennent très mal la structure imposée par cette durée ».

## Sorties en DVD et disque Blu-ray
- La première saison est sortie le 27 novembre 2017 au Royaume-Uni en DVD et Blu-ray. Pour le moment, aucune sortie en France n'est programmée.

| Saison | Nombre d'épisodes | Dates de sortie          | Dates de sortie               | Dates de sortie               | Dates de sortie   | Dates de sortie                        |
| Saison | Nombre d'épisodes | Zone 1 (dont États-Unis) | Zone 2 (dont France)          | Zone 2 (dont France)          | Nombre de disques | Société de distribution                |
| Saison | Nombre d'épisodes | DVD Disque Blu-ray       | DVD                           | Disque Blu-ray                |                   | Société de distribution                |
| ------ | ----------------- | ------------------------ | ----------------------------- | ----------------------------- | ----------------- | -------------------------------------- |
| 1      | 13                | 12 décembre 2017         | 27 novembre 2017(Royaume-Uni) | 27 novembre 2017(Royaume-Uni) | 4                 | Walt Disney Studios Home Entertainment |

## Distinctions

### Nomination
- Hollywood Music In Media Awards 2016 :
  - Meilleur titre principal de la série télévisée pour Ali Shaheed Muhammad et Adrian Younge